# Angebrannter Rauchporling
Der Angebrannte Rauchporling oder Rauchgraue Porling (Bjerkandera adusta) ist eine Pilzart aus der Familie der Fältlingsverwandten (Meruliaceae). Der Weißfäuleerreger ist ein sehr häufiger Pilz. Seine Hüte überwachsen häufig dachziegelig-rasig und in großen Scharen Buchenstümpfe. Oft sind große Flächen auch nur krustenförmig überzogen. Die ocker- bis graubraune, oft dunkler gezonte Hutoberfläche ist feinsamtig runzelig. Die Röhrenschicht ist rauchgrau. Junge Fruchtkörper haben einen weißlichen Rand, der bei Berührung schwärzt. Die Fruchtkörper sehen dann wie angebrannt aus. Daher hat der Pilz auch seinen deutschen Namen. Der Gattungsname ehrt den schwedischen Geistlichen, Naturforscher und Botaniker Clas Bjerkander (1735–1795).

## Merkmale

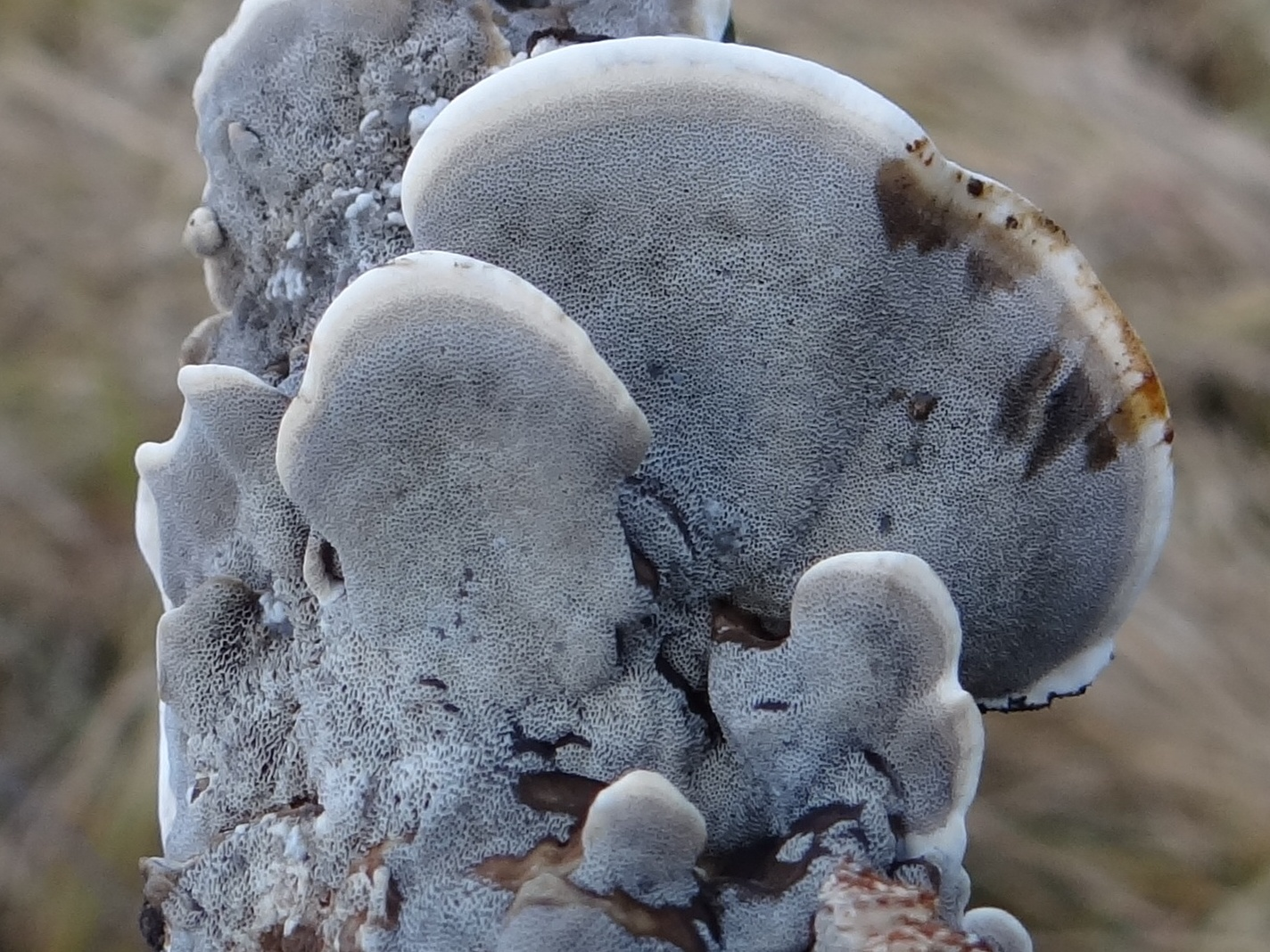
Die rauchgrauen Poren des Angebrannten Rauchporlings flecken auf Druck schwärzlich.

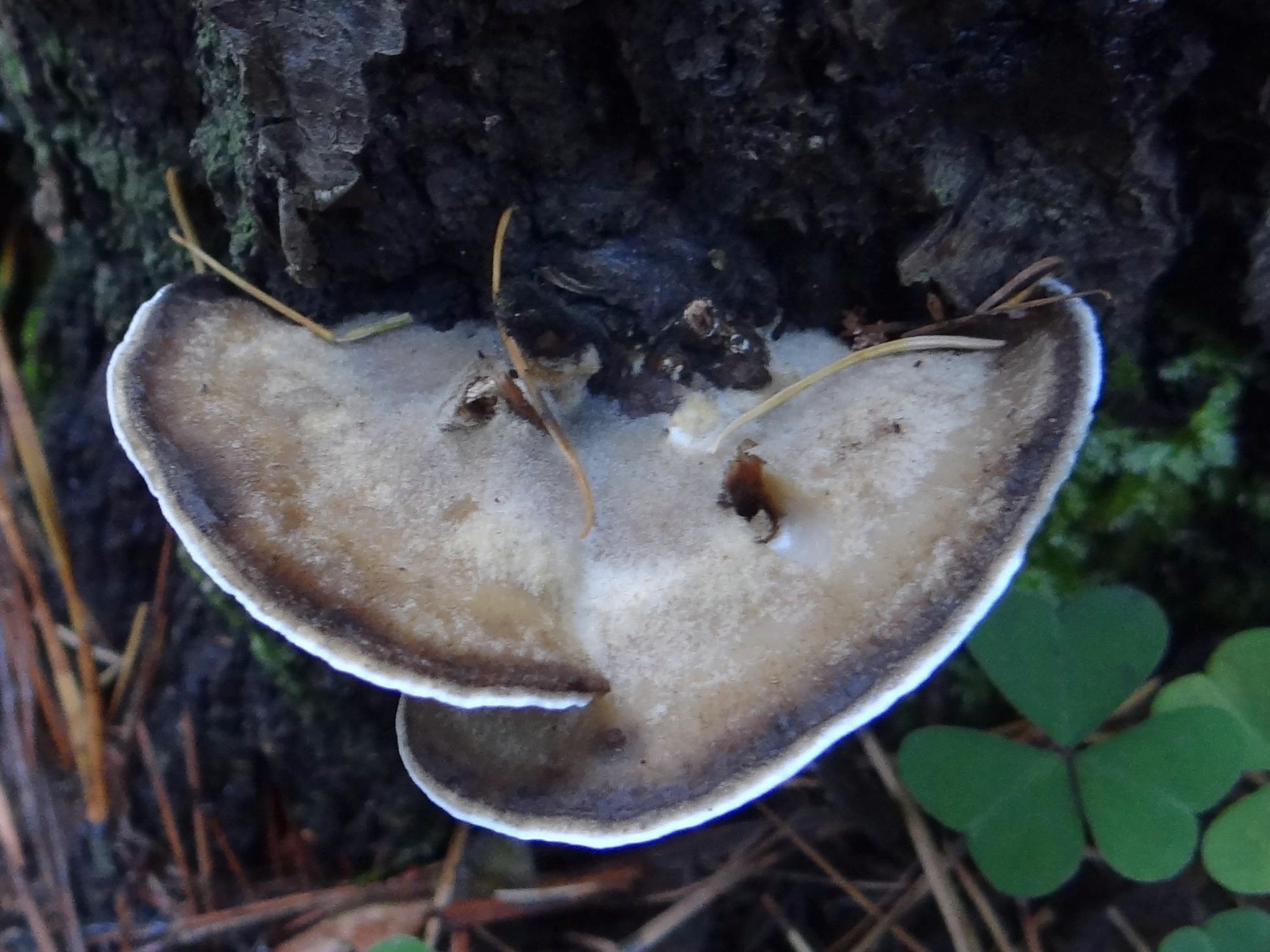
Hutförmiger Fruchtkörper des Angebrannten Rauchporlings

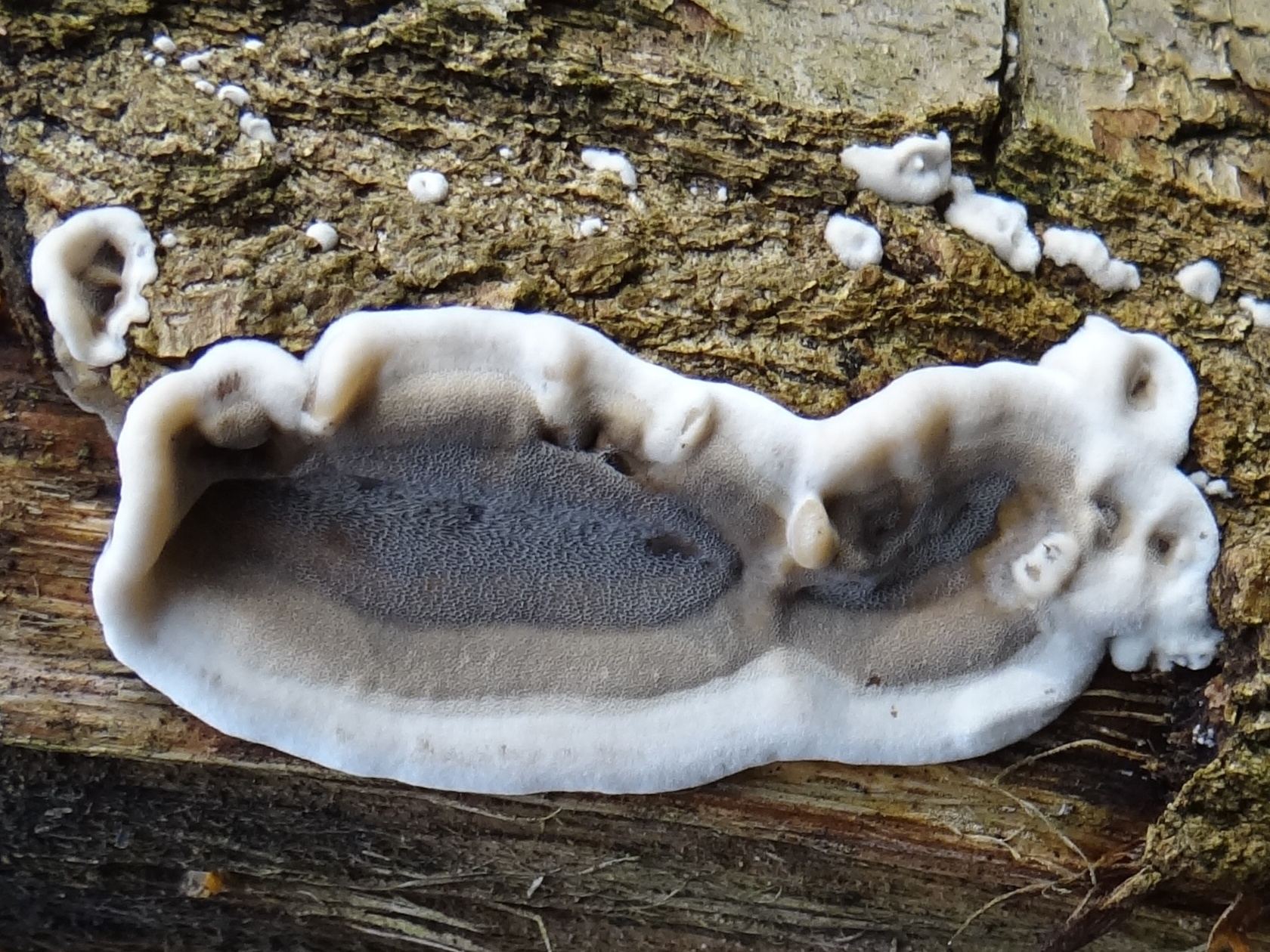
Flächig am Substrat gewachsenes Exemplar des Angebrannten Rauchporlings

### Makroskopische Merkmale
Der Pilz bildet gewöhnlich 3–7 cm breite und 2–6 mm flache Fruchtkörper aus, die waagerecht bis zu etwa 4 cm vom Holz abstehen. Die Fruchtkörper sind halbkreisförmig bis rosettig und stehen oft in dichten Gruppen. Sie überwachsen so dachziegelig geschichtet oder seitlich zu langen Reihen verwachsen größere Flächen. Die Fruchtkörper sind frisch weich bis lederig, werden aber trocken sehr hart. Die Oberseite ist graubräunlich und feinfilzig und bisweilen etwas gezont. Alte Exemplare sind meist kahl. Die weißliche, äußere Zuwachskante wird schwarz, wenn man sie berührt. Dadurch sieht der Pilz aus wie angebrannt. Der Fruchtkörperrand ist meist mehr oder weniger gewellt. Die Röhrenschicht auf der Unterseite ist bei jungen, wachsenden Pilzen rauchgrau, manchmal auch nur dunkelbraun. Auch sie fleckt auf Druck schwärzlich. Die Röhren sind 0,5–2 mm lang. Die Porenmündungen sind sehr fein, man findet 4–6 rundlich bis eckige Poren pro mm. Das Hutfleisch ist zäh-elastisch und weißlich bis cremefarben gefärbt. Das Hutfleisch oder -trama wird durch eine dünne, schwärzliche Linie vom grauschwarzen Röhrentrama getrennt. Die Fruchtkörper riechen leicht pilzartig oder nach feuchtem Holz und schmecken leicht säuerlich. Das Sporenpulver ist weiß.

### Mikroskopische Merkmale
Die Sporen sind mehr oder weniger elliptisch 4–5,5 µm lang und 2–3 µm breit. Sie sind glatt und inamyloid, das heißt, sie lassen sich mit Jodreagenzien nicht anfärben. Die Sporen sind recht dünnwandig und erscheinen daher im Mikroskop durchscheinend (hyalin). Das Hyphensystem ist monomitisch und besteht nur aus einem dickwandigen Hyphentyp. Die Hyphen sind aber unterschiedlich dick. Dickere Hyphen sind weniger verzweigt als die dünneren. Zystiden kommen nicht vor.

## Artabgrenzung
Der Angebrannte Rauchporling sieht von weitem wie die Schmetterlings-Tramete aus (Trametes versicolor), kann aber leicht anhand der grauen Poren unterschieden werden.
Recht ähnlich ist der Graugelbe Rauchporling (Bjerkandera fumosa), dessen blassere Röhren auf Druck nur leicht bräunen, aber nicht schwärzen. Auch durch einen Längsschnitt durch den Fruchtkörper lassen sich die beiden Arten leicht unterscheiden. Beim Graugelben Rauchporling ist die Röhrenschicht nicht dunkler gefärbt als das Hutfleisch. Auch fehlt die schwärzliche Trennlinie, die die beiden Schichten beim Angebrannten Rauchporling trennt.

## Ökologie
Der Angebrannte Rauchporling kommt in allen heimischen Wald- und Forstgesellschaften vor. Besonders häufig findet man ihn in mesophilen Rotbuchen- und den entsprechenden Hainbuchen-Eichenwäldern. Er kommt aber auch in Auwäldern und an Moor- und Waldrändern vor. Auch außerhalb von geschlossenen Baumbeständen kann man ihn finden, wie auf Kahlschlägen, an Bäumen und Stümpfen entlang von Straßen, Flüssen und Kanälen, in Parkanlagen und auf Holzlagerplätzen.
Er wächst auf be- und entrindeten Stümpfen und Strünken. Besonders häufig findet man ihn an der Stirnfläche, aber auch an liegenden Stämmen und Stapelholz. Er kann aber auch an Wundstellen in noch lebende Bäume eindringen. Zum Beispiel an Blitzrinnen und entlang von Hitzerissen. Dann kann er teilweise am Stamm hoch bis in die Äste hinaufwandern. Der Pilz ist ein Weißfäulepilz, das heißt, er kann gleichzeitig Lignin und Zellulose abbauen. Erscheinen die ersten Fruchtkörper auf dem toten Holz, hat der Pilz das Ende der Initialphase erreicht. Der Pilz verbleibt für mehrere Jahre auf seinem Substrat.
Der Angebrannte Rauchporling kommt vorwiegend auf Laub-, seltener auf Nadelholz vor. Sein Hauptsubstrat ist Rotbuchenholz, auf dem er in 5 von 10 Fällen wächst. Auf Fichten kommt er mit einer Häufigkeit von 1 zu 10 vor. Der Pilz hat aber ein sehr großes Substratspektrum. Er kann auf Ahorn-, Erlen, Birken, Hainbuchen, Haselnuss, Eschen, Pappeln, Kirschen, Eichen, Weiden und weiteren Laubbäumen wachsen. Die Fruchtkörper sind einjährig, gewöhnlich sterben sie im August ab. Dennoch können Fruchtkörper das ganze Jahr über gefunden werden, denn wenn die alten Fruchtkörper absterben, werden schon wieder die neuen gebildet.
Die Sporulation beginnt zu Beginn des Herbstes, sobald die durchschnittlichen Tagestemperaturen unter 10 °C absinken. Sie endet zum Sommeranfang des nächsten Jahres. Sinken die Temperaturen unter 0 °C, wird die Sporulation unterbrochen, sobald die Temperaturen steigen, werden wieder Sporen freigesetzt.

## Verbreitung
Der Pilz ist weltweit verbreitet. Er kommt auf allen Erdteilen vor und ist weit und ziemlich dicht verbreitet. Man findet ihn in Nord-, Mittel- und Südamerika, auf den Karibischen Inseln, in Afrika, in fast ganz Asien und in Australien und Neuseeland. Auch in ganz Europa ist er weit verbreitet.
| Süd-/Südosteuropa                                   | Westeuropa                                                          | Mitteleuropa                                         | Osteuropa                   | Nordeuropa                             |
| --------------------------------------------------- | ------------------------------------------------------------------- | ---------------------------------------------------- | --------------------------- | -------------------------------------- |
| Portugal, Spanien, Italien, Slowenien, Griechenland | Frankreich, Belgien, Niederlande, Luxemburg, Großbritannien, Irland | Schweiz, Deutschland, Österreich, Tschechien, Polen, | Slowakei, Estland, Russland | Dänemark, Norwegen, Schweden, Finnland |

In Deutschland ist der Pilz von der dänischen Grenze und den ost- und nordfriesischen Inseln bis in die Alpen hinein verbreitet und überall häufig. Er kommt vom Flachland bis ins höhere Bergland vor. Am häufigsten ist er im Hügel- und unterem Bergland. Auch in Österreich zählt der Angebrannte Rauchporling zu den häufigsten Pilzen.

## Systematik

### Unterarten und Varietäten
Der Pilz kann in verschiedenen Erscheinungsformen auftreten. Die verschiedenen Formen haben aber wahrscheinlich keinen taxonomischen Wert, da sich am selben Ort und Substrat nicht selten alle Übergänge zeigen.
- Bjerkandera adusta f. cinerata  (P.Karst.) Domański, Orłoś Skirg. (1967)

Die Form crispa bezeichnet dünnfleischige Exemplare mit wellig gelapptem und radial gefurchtem Hut. Sie wird heute aber auch als eigenständige Art Postia tephroleuca angesehen.
- Bjerkandera adusta f. resupinata  (Bourdot Galzin) Domański, Orloś & Skirg. (1967)

Als Form resupinata werden rein krustenförmige Fruchtkörper angesprochen.

## Bedeutung
Der Angebrannte Rauchporling ist ein überwiegend saprobiontisch lebender Pilz. Er kann aber auch als Wund- und Schwächeparasit lebende Bäume befallen, wenn diese zuvor im Stamm- und Astbereich durch Windbruch, Blitzschlag oder Sägemaßnahmen geschädigt wurden. Als Speisepilz spielt der Porling keine Rolle.